# Schweizerischer Verband der Bürgergemeinden und Korporationen
Der Schweizerische Verband der Bürgergemeinden und Korporationen (SVBK) (franzosisch: Fédération suisse des bourgeoisies et des corporations FSBC; italienisch: Federazione svizzera dei patriziati e delle corporazioni FSPC) ist der Dachverband von aktuell 15 kantonalen Verbänden von Bürgergemeinden und Korporationsgemeinden der Schweiz und weiteren Gemeinden als Einzelmitglieder. Ziele sind die Erhaltung und Pflege der bürgerlichen Institutionen, die Wahrung der Interessen, die Beratung der beteiligten Vereine sowie die Stärkung der Beziehungen unter seinen Mitgliedern. Die Rechtsform ist ein Verein nach Artikel 60 ff. des Schweizer Zivilgesetzbuches.

## Geschichte und Leitbild
Der SVBK wurde 1945 im Lugano (Tessin) gegründet. 
Der SVBK vertritt die Interessen der rund 1650 öffentlich-rechtlichen Bürgergemeinden, Burgergemeinden, Korporationen, Genossamen, Ortsgemeinden, Patriziati oder Communes bourgeoises der Schweiz. 
Georges Schmid, der Vorsitzende, schreibt: «Der SVBK als nationaler Dachverband dieser Urzellen Schweizerischer Demokratie bezweckt den Erhalt und die Pflege dieser bürgerlichen Institutionen, von denen es in achtzehn Kantonen noch insgesamt über eintausendfünfhundert gibt.» Er zitiert Wolfgang von Wartburg aus dem Buch Geschichte der Schweiz: «Diese kleinen, natürlichen, sich selbst verwaltenden Gemeinwesen sind Schule und Nährboden der schweizerischen Freiheit und Demokratie geworden und sind es heute noch.»
Die Geschäftsstelle wird in Mandat durch die Burgergemeinde Bern geführt. Höchstes Organ ist die jährliche Generalversammlung.

## Aufgaben
Entsprechend dem Zweckartikel der Statuten verfolgt der Verband unter anderem folgende Ziele:
- Erhaltung und Pflege der bürgerlichen Institutionen;
- Wahrung der Interessen und die Beratung der Bürgergemeinden und Korporationen;
- Förderung und Stärkung der freundeidgenössischen Beziehungen unter den Mitgliedern.

Der Verband setzt sich insbesondere in den Bereichen Forst-, Wasser- und Alpwirtschaft, Tourismus, Bodenpolitik, Einbürgerungen, Soziales, Kultur und Tradition für die Interessen der Mitglieder ein. Mittel sind eine aktive Interessenvertretung und Beteiligung an allen politischen Prozessen, welche seine Mitglieder betreffen (Einwirken auf die Entscheide eidgenössischer Behörden und Gremien sowie Kooperation und Koordination mit Organisationen, welche ähnliche Zwecke anstreben). Er beteiligt sich dazu an Vernehmlassungen.
Aktive Kommunikations- und Informationspolitik nach aussen sowie regelmässige Information der Mitglieder sollen Einfluss auf die öffentliche Meinung nehmen. Der Verband bietet seinen Mitgliedern periodisch Weiterbildungen an.
Der Verband verfügt über eine eigene parlamentarische Gruppe. Sie wird im Co-Präsidium von Nationalrat Thomas de Courten (SVP, BL) und Ständerat Erich Ettlin (CVP, OW) geleitet.

## Mitglieder
Laut Statuten können Kollektivmitglieder kantonale Verbände von Bürgergemeinden, Korporationen oder von anderen juristischen Personen mit entsprechender Zwecksetzung sein. Aktuell sind 15 Kantonalverbände Mitglied: 
Aargau, Basel-Landschaft, Stadt Basel, Bern, Freiburg, Graubünden, Jura, Luzern, Obwalden, St. Gallen, Solothurn, Thurgau, Tessin, Wallis und Zug. Jeder dieser Kantonalverbände ist seinerseits ein Zusammenschluss von Bürgergemeinden/Burgergemeinden, Einwohnergemeinden oder Korporationen. 
Einzelmitglieder können einzelne Bürgergemeinden, Korporationen oder andere auf kommunaler Ebene tätige Organisationen mit entsprechender Zwecksetzung sein. Dies sind die Bürgergemeinde Basel, die Oberallmeindkorporation Schwyz, die Bürgergemeinde Chur und die Burgergemeinde Zermatt.